# Centro Olímpico de Treinamento e Pesquisa
O Centro Olímpico de Treinamento e Pesquisa Marechal Mário Ary Pires, mais conhecido como Centro Olímpico ou pelo acrônimo COTP, é uma instituição esportiva brasileira, vinculada à Secretaria Municipal de Esportes, Lazer e Recreação, da prefeitura da cidade de São Paulo. Estabelecido em 1976 com o intuito de promover o desenvolvimento esportivo, foi complementado em 2005 pela criação da Associação Desportiva Centro Olímpico, uma entidade jurídica privada incumbida de inscrever atletas em competições promovidas por federações e confederações esportivas.
O objetivo principal do Centro Olímpico é a formação de atletas de alto rendimento, especialmente para esportes olímpicos. Atualmente, mantém programas dedicados a diversas modalidades esportivas, incluindo atletismo, basquetebol, boxe, futebol, ginástica artística, halterofilismo, handebol, judô, luta greco-romana, natação e voleibol.
Ao longo de sua trajetória, acumulou um histórico de conquistas. Destaca-se, entre esses feitos, o título do Campeonato Brasileiro de Futebol Feminino em 2013.

## História
O Centro Olímpico, uma instituição cuja criação foi formalizada pelo Decreto n.º 12.593, datado de 3 de fevereiro de 1976, teve seu propósito inicial voltado para a formação de atletas. Inicialmente, a unidade era disponibilizada para treinamentos de jovens patrocinados pela iniciativa privada. Entretanto, essa função foi modificada em um curto período de tempo pela Secretaria Municipal de Esportes. A mudança de direção institucional resultou na formação de equipes destinadas a competições esportivas, em conformidade com as diretrizes da Secretaria.
No entanto, os regulamentos das entidades esportivas proibiam a inscrição de órgãos públicos em competições esportivas. Como resposta a essa restrição, em 25 de janeiro de 1981, foi fundado o Clube Desportivo Padote, uma entidade de caráter privado que assumiu a responsabilidade de representar os atletas do Centro Olímpico em diversas competições esportivas. Posteriormente, em 2005, o Padote foi renomeado para Associação Desportiva Centro Olímpico, mantendo sua função representativa. Atualmente este centro poliesortivo tem como diretor o senhor Mário Maeda Júnior e tem senhor Alex Martins Guimarães como presidente do clube desportivo deste centro.
Ao longo dos anos, o Centro Olímpico acolheu e treinou notáveis atletas, entre os quais destacam-se nomes como Andressa Alves, Chiquinho de Jesus, Fofão, Hortência Marcari, Ricardo Prado e Tamires. Por sua vez, a equipe de futebol feminino conquistou os títulos do Campeonato Brasileiro em 2013 e os vice-campeonatos da Copa do Brasil em 2012 e do Campeonato Paulista em 2011 e 2012.
Em 2023, a instituição sediou três competições de atletismo: o mês de maio, realizou-se o Grande Prêmio do Brasil, seguido pelo Campeonato Sul-Americano em julho, no qual o Brasil sagrou-se campeão geral. Além disso, no mês de agosto, ocorreu o Campeonato Paulista Sub-23, no qual a equipe do Centro Olímpico conquistou o primeiro lugar na modalidade revezamento 4 x 100 metros rasos masculino.

## Modalidades
Até o ano de 2023, o Centro Olímpico abrigava aproximadamente 1400 crianças e adolescentes em treinamento, distribuídos nas seguintes modalidades esportivas: atletismo, basquetebol, boxe, futebol, ginástica artística, halterofilismo, handebol, judô, luta greco-romana, natação e voleibol.

## Títulos

### Futebol feminino
- Campeonato Brasileiro: 2013[3][4]
- Fiesta Sudamericana Sub-14: 2019[16] e 2020[17]
- Liga de Desenvolvimento Sub-14: 2018[18] e 2019[19]
- Festival Paulista Sub-14: 2018[20]

### Atletismo masculino
- Revezamento 4 x 100 metros rasos masculino do Campeonato Paulista de Atletismo Sub-23: 2023[14]